# 페드로 벨레스

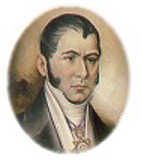
호세 페드로 벨레스

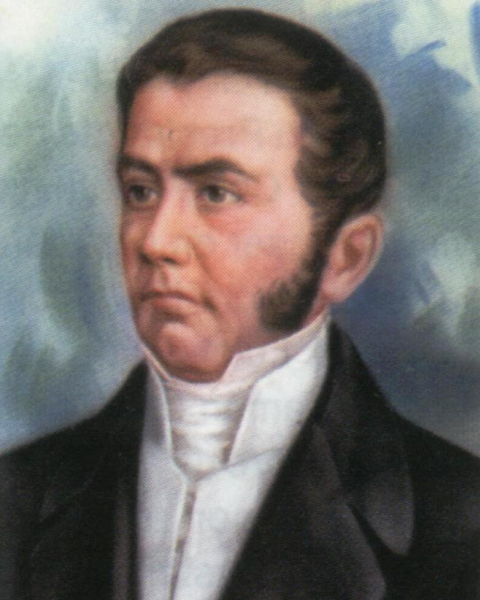

호세 페드로 벨레스 (José Pedro Vélez, 1787년 7월 28일 ~ 1848년 8월 5일)는 멕시코의 정치인이자 변호사였다. 그는 또한 1829년에 잠시 멕시코의 대통령을 지냈다.
벨레스는 유복한 가정에서 태어났다. 그는 사카테카스와 멕시코 시티에서 공부하면서, 변호사가 되었다.
그는 법무부 장관과 종교 사무장관을 했다. 또한 비센테 게레로의 대통령 재임동안 미겔 도밍게스의 후임으로 대법원 장이 되었다. 게레로는 1829년에 베라크루스주, 할라파에서 일어난 반란을 제압하기 위해 호세 마리아 보카네그라에게 대통령직을 넘겨줬지만, 보카네그라는 일주일 안에 전복되었다(할라파 계획). 정부 위원회는 임시로 대통령직을 채우기 위해 최고 행정 권한을 임명했다. 대법원의 수장으로서, 벨레스는 보카네그라에 반하는 반란의 지도자들, 루이스 데 킨타나르 장군, 역사가 루카스 알라만,을 포함하는 이 3인 연합 행정부를 이끌도록 명받았다. 킨타나르는 게레로와 게레로의 이전 부통령에 반대하는 할라파 계획의 지도자, 아나스타시오 부스타만테의 강력한 지지자였다.
벨레스는 12월 23일과 31일 사이에 대통령이었으며, 후에 부스타만테가 대통령직을 맡았다.
그 후에 벨레스는 사생활을 누리고 법관련 직업을 하기 위해 은퇴했다. 그는 다시 1844년 1월부터 1846년 4월까지 대법원장을 했다. 그는 1848년 8월 5일에 멕시코 시티에서 죽었다.
두랑고주에 페드로 벨레스라는 불리는 시가 있다.

## 같이 보기
- 멕시코의 국가원수 목록